# شب‌خروش بائودو
شب خروش بائودو (نام علمی: Penelope ortoni) نام یک گونه از سرده شب‌خروش‌های اصلی است.